# Section de Bon-Conseil
La section de Bon-Conseil était, sous la Révolution française, une section révolutionnaire parisienne.

## Représentants
Elle était représentée à la Commune de Paris par :
- Jean-Baptiste Bergot, employé à la Halle aux cuirs, né à Paris en 1738 où 1750, demeurant rue Française. Il fut guillotiné le 11 thermidor an II (29 juillet 1794) ;
- Auguste Jemptel, né à Moissy-Cramayel (Seine-et-Marne) en 1740 demeurant rue de la Grande-Truanderie. Il fut guillotiné le 11 thermidor an II ;
- Jean-François Léchenard, tailleur né à Rans (Jura) en 1757, demeurant 59 où 99, rue Montorgueil. Président de la section, il déclara que le 5 août, la section se transporterait tout entière à l'Assemblée pour lui signifier qu'elle ne reconnaissait plus Louis XVI. Juré au tribunal du 17 août 1792, il fut guillotiné le 11 thermidor an II.

## Historique
Cette section s’appela d’abord « section de Mauconseil » d’après le nom de l’ancien quartier de Mauconseil. En août 1792, le trouvant malsonnant, elle l’abandonna pour prendre celui de « Bon-Conseil ».

## Territoire
Au nord des Halles centrales, les rues Montorgueil et Tiquetonne.

## Limites
La rue Thévenot, à droite de la rue Montorgueil à la rue Saint-Denis : la rue Saint-Denis, à droite de la rue Thévenot à la rue de la Chanvrerie : la rue de la Chanvrerie à droite ; et en continuant toujours à droite, la rue des Petits-Piliers jusqu’à la rue de la Fromagerie : depuis le coin des petits Piliers, en remontant à droite la rue Comtesse-d'Artois : rue Montorgueil, à droite, en remontant jusqu’à la rue Thévenot.

## Intérieur
Les rues Saint-Sauveur, Beaurepaire, du Renard, Tire-Boudin, des Deux-Portes-Saint-Sauveur, Pavée, du Petit-Lyon, Française, Mauconseil, Verderet, de la Grande-Truanderie, de la Réale, de la Petite-Truanderie, etc., et généralement tous les rues, culs-de-sac, places, etc., enclavés dans cette limite.

## Local
La section de Bon-Conseil se réunissait dans l’église Saint-Jacques-l'Hôpital, située à l'emplacement du no 133 actuel de la rue Saint-Denis.

## Population
13 800 habitants, dont 1 860 ouvriers et 650 économiquement faibles. La section comprenait 1 700 citoyens actifs.

## 9 Thermidor an II
Lors de la chute de Robespierre, le 9 thermidor an II (27 juillet 1794), la section de Bon-Conseil soutint la Convention sauf trois de ses représentants : Antoine Jemptel, Jean-François Lechenard et Jean-Baptiste Bergot qui soutinrent la Commune de Paris. Tous trois furent guillotinés.

## Évolution
Après le regroupement par quatre des sections révolutionnaires par la loi du 19 vendémiaire an IV (11 octobre 1795) qui porte création de 12 arrondissements, la présente section est maintenue comme subdivision administrative, puis devient, par arrêté préfectoral du 10 mai 1811, le quartier Montorgueil (5e arrondissement de Paris).
11 thermidor an II (29 juillet 1794)